# Lars Onsager
Lars Onsager, född 27 november 1903 i Kristiania (numera Oslo), död 5 oktober 1976 i Coral Gables, Florida, var en norsk-amerikansk kemiingenjör och teoretisk fysiker, som innehade Gibbs professur i teoretisk kemi vid Yale University.  1968 erhöll han Nobelpriset i kemi för forskning kring termodynamik för irreversibla processer. Han invaldes 1957 som utländsk ledamot av Kungliga Vetenskapsakademien och tilldelades Lorentzmedaljen 1958.

## Biografi
Onsager var son till en advokat. Efter att ha gått ut gymnasiet i Oslo studerade han på Norska Tekniska Högskolan (NTH) i Trondheim, och tog examen som kemiingenjör 1925.
År 1925 kom han fram till en korrigering av Debye-Hückel-teorin om elektrolytiska lösningar, för att specificera brownsk rörelse av joner i lösning, och under 1926 publicerade den. Han reste till Zürich, där Peter Debye undervisade, och konfronterade Debye och berättade för honom att hans teori var fel. Han imponerade så mycket på Debye att han blev inbjuden att bli Debyes assistent vid Eidgenössische Technische Hochschule (ETH), där han stannade till 1928.
År 1928 åkte han till USA för att ta en fakultetsposition vid Johns Hopkins University i Baltimore, Maryland. Detta var början till en nästan 50-årig karriär vid amerikanska universitet. År 1933, strax innan han tillträdde en tjänst på Yale University, reste han till Österrike för att besöka elektrokemisten Hans Falkenhagen. Han träffade där Falkenhagens svägerska Margrethe Arledter. De gifte sig den 7 september 1933 och fick tre söner och en dotter.

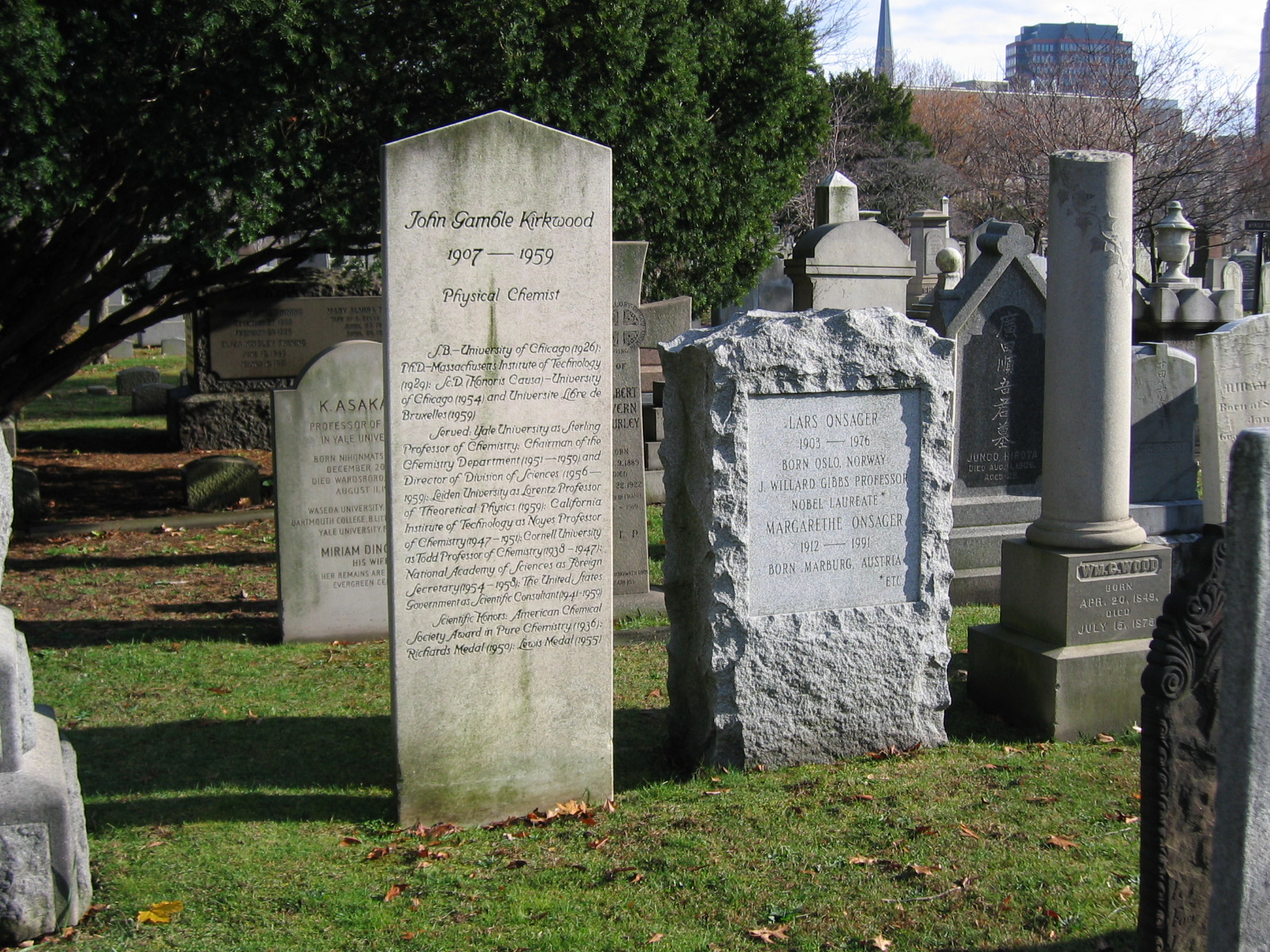
Onsagers och Kirkwoods gravar

Han bodde sina sista år i Florida tills han dog av en aneurysm i Coral Gables, Florida 1976. Han begravdes bredvid John Gamble Kirkwood på New Havens Grove Street Cemetery. När Onsagers hustru Greta dog 1991 och begravdes där, lade hans barn till en asterisk efter "Nobelpristagaren" och "*etc." i det nedre högra hörnet av stenen.

## Karriär och vetenskapligt arbete
År 1928 på Johns Hopkins University var han tvungen att undervisa förstaårskurser i kemi och det blev snart uppenbart att även om han var ett geni på att utveckla teorier inom fysikalisk kemi, hade han liten talang för undervisning. Han avskedades av JHU efter en termin.
När han lämnade JHU accepterade han en position (som involverade undervisning i statistisk mekanik för doktorander i kemi) vid Brown University i Providence, Rhode Island, där det blev klart att han inte var bättre på att undervisa avancerade studenter än nybörjare, men han gjorde betydande bidrag till statistisk mekanik och termodynamik. Den enda doktoranden som verkligen kunde förstå hans föreläsningar om elektrolytsystem, Raymond Fuoss, arbetade under honom och följde så småningom med honom till kemifakulteten vid Yale University. År 1933, när den stora depressionen begränsade Browns förmåga att stödja en fakultetsmedlem som bara var användbar som forskare och inte lärare, släpptes han av Brown, men anställdes efter en resa till Europa av Yale University, där han stannade under större delen av resten av sitt liv och gick i pension 1972.
Onsagers forskning vid Brown handlade främst om effekterna på diffusion av temperaturgradienter, och ledde till Onsagers ömsesidiga relationer, en uppsättning ekvationer i statistisk mekanik, publicerade 1929 och, i en utökad form, 1931, vars betydelse förblev okänd i många år. Men deras värde blev uppenbart under årtiondena efter andra världskriget, och 1968 ansågs de tillräckligt viktiga för att ge Onsager det årets Nobelpris i kemi.

### Yale University
På Yale inträffade en pinsam situation då han hade anställts som postdoktor och det upptäcktes att han aldrig hade fått en doktorsexamen. Då han till Norges Tekniska Institut hade lämnat in en översikt över sitt arbete om ömsesidiga relationer, hade de beslutat att den var för ofullständig för att kvalificera sig som doktorsavhandling. Han fick veta att han kunde lämna in en av sina publicerade artiklar till Yale-fakulteten som en avhandling, men insisterade på att göra ett nytt forskningsprojekt istället. Hans avhandling lade nu den matematiska bakgrunden för hans tolkning av avvikelser från Ohms lag i svaga elektrolyter. Den handlade om lösningarna av Mathieu-ekvationen från period 4 pi och vissa relaterade funktioner och var bortom kemi- och fysikfakultetens förståelse. Först när några medlemmar av matematikavdelningen, inklusive ordföranden, insisterade på att arbetet var tillräckligt bra för att de skulle bevilja doktorsexamen om kemiavdelningen inte ville detta, så fick han en doktorsexamen i kemi 1935. Redan innan avhandlingen var klar utnämndes han till biträdande professor 1934 och befordrades till docent 1940. Han visade snabbt på Yale samma egenskaper som han hade på JHU och Brown: han producerade lysande teoretisk forskning, men var oförmögen att hålla en föreläsning på en nivå som en student (även en doktorand) kunde förstå. Han kunde inte heller leda doktorandernas forskning, förutom någon enstaka enastående.
Under slutet av 1930-talet forskade Onsager om dielektricsdikteorin, vilket gjorde förbättringar för ett annat ämne som hade studerats av Peter Debye. Men när han skickade in sin uppsats till en tidskrift som Debye redigerade 1936, avvisades den. Debye skulle inte acceptera Onsagers idéer förrän efter andra världskriget. Under 1940-talet studerade Onsager den statistisk-mekaniska teorin om fasövergångar i fasta ämnen, som härleder en matematiskt elegant teori som mottogs entusiastiskt. I vad som allmänt anses vara en tour de force av matematisk fysik fick han den exakta lösningen för den tvådimensionella Ising-modellen i nollfält 1944.
Efter andra världskriget undersökte Onsager nya ämnen av intresse. Han föreslog 1949 en teoretisk förklaring av de supraflödiga egenskaperna hos flytande helium. Två år senare föreslog fysikern Richard Feynman självständigt samma teori. Han arbetade också med teorier om flytande kristaller och isens elektriska egenskaper. Medan han var på ett Fulbright-stipendium till University of Cambridge arbetade han med metallernas magnetiska egenskaper. Han utvecklade viktiga idéer om kvantisering av magnetiskt flöde i metaller.

## Utmärkelser och hedersbetygelser
- Rumfordpriset,  1953[26]
- Hedersdoktor,  1954
- Lorentzmedaljen,  1958
- Willard Gibbs-priset,  1962[27]
- Josiah Willard Gibbs-föreläsningen,  1964
- Peter Debye Award,  1965[28]
- Nobelpriset i kemi,  1968[29][30]
- National Medal of Science,  1968
- Wilbur Cross-medaljen,  1972[31]
- Utländsk ledamot av Royal Society,  24 april 1975[32]
- Medlem av American Physical Society

[Redigera Wikidata]